# نیزه‌رود
از مکان جذب گردشگری آن چشمه آب روستا است که از نظر پزشکی کاملاً سالم و برای بیماری کلیوی بیسار خوب است
نیزه رود، روستایی از توابع بخش ارمرده شهرستان بانه در استان کردستان ایران است.جمعیت آن شامل افراد مهربان دل پاک و صمیمی و بینایه‌تیان خیلی خوشه

## جمعیت
این روستا در دهستان پشت آربابا قرار دارد و براساس سرشماری مرکز آمار ایران در سال ۱۳۸۵، جمعیت آن ۳۰۷ نفر (۵۹خانوار) بوده‌است.